# Armeense genocide

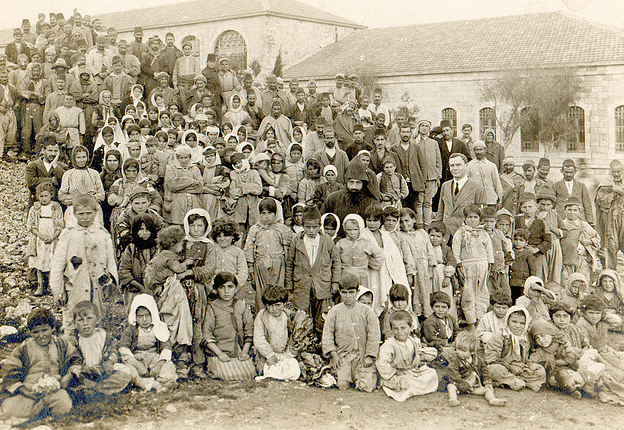
Overlevenden van de Armeense genocide, ontdekt in Salt en naar Jeruzalem gestuurd in april 1918

De hoofden van onthoofde Armeniërs geplaatst op palen

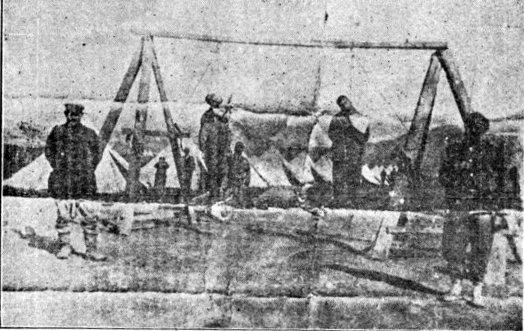
Armeniërs worden opgehangen door Turkse bewakers

De Armeense genocide (Armeens: Հայոց ցեղասպանություն, Hayots tseghaspanutyun, Turks: Ermeni Soykırımı), door Armeniërs traditioneel aangeduid met Medz Yeghern (Armeens: Մեծ Եղեռն, "Grote Misdaad") is de naam voor de volkerenmoord gepleegd op tussen de 1 en 1,5 miljoen Armeniërs in het Ottomaanse Rijk ten tijde van het regime van de Jonge Turken. De startdatum is 24 april 1915, de dag dat de Ottomaanse autoriteiten ongeveer 250 Armeense intellectuelen en leiders van de gemeenschap in Istanbul oppakten en arresteerden. De genocide werd tijdens en na de Eerste Wereldoorlog in twee fases uitgevoerd: het grootschalig doden van de weerbare mannelijke bevolking door middel van massamoord en onderwerping van het leger van dienstplichtigen tot dwangarbeid, gevolgd door de deportatie van vrouwen, kinderen, ouderen en zieken die op dodenmarsen moesten tot de Syrische Woestijn. De gedeporteerden waren verstoken van voedsel en water en werden onderworpen aan diefstal, verkrachting en moord. De genocide was niet alleen gericht tegen de Armeniërs. Zo werden ook Arameeërs en Grieken het slachtoffer van deze genocide.
De Armeense genocide wordt gezien als een van de eerste moderne genocides, waarbij wetenschappers wijzen op de georganiseerde wijze waarop de moorden op de Armeniërs werden uitgevoerd. Het is na de Holocaust de meest bestudeerde casus van genocide.
Robert Fisk stelt in zijn boek "De grote beschavingsoorlog" dat de Armeense genocide een voorloper van de Holocaust was, waarbij ook een aantal Duitse officieren betrokken waren door het geven van 'adviezen' aan het Ottomaanse regime. Dit zou kunnen worden gezien als blauwdruk voor de nazi's om deze uitroeiings- en verzwijgingstactieken enige decennia later opnieuw toe te passen. Winston Churchill waarschuwde herhaaldelijk tegen deze praktijken: "De geschiedenis zal vruchteloos speuren naar het woord 'Armenië'." Een deel van de historici, inclusief verschillende Turkse historici, zoals Taner Akçam, Fatma Muge Gocek en Halil Berktay, zijn het over het algemeen eens dat een genocide plaatsvond. Een ander deel van de historici, waaronder enkele Westerse historici die gespecialiseerd zijn in de geschiedenis van het Ottomaanse Rijk zoals Bernard Lewis, Justin McCarthy en Gilles Veinstein, houden het bij deportatie en massamoord van Armeniërs, waarbij vaak etnische zuivering wordt erkend. Zij vinden het echter niet bijzonder afwijken van andere totalitaire oorlogssituaties en daarom vinden zij het niet vergelijkbaar met bijvoorbeeld de Holocaust. De internationale discussie richt zich vooral op wat de precieze definitie van genocide is en wie in deze bepaalt dat ze hier daadwerkelijk van toepassing is.
Turkije, de staat die het Ottomaanse Rijk opvolgde, ontkent dat het woord genocide een goede term is voor de massamoord op Armeniërs die in 1915 begon onder de Ottomaanse heerschappij. In Turkije wordt de genocide dan ook vaak de Armeense kwestie genoemd. Andere landen, inclusief de Verenigde Staten tijdens de regering-Biden, Duitsland, Frankrijk, Italië, Canada, Brazilië en Rusland, hebben de massamoord officieel erkend als genocide, een standpunt dat wordt gedeeld door de meeste wetenschappers en historici.
Van 1920 tot 1922 werd een Armeense task-force opgericht door de Dashnak om wraak te nemen en verschillende personen die zij verantwoordelijk vonden voor de genocide te vermoorden. Deze operatie wordt ook Operatie Nemesis (Նեմեսիս» գործողություն) genoemd.

## Verloop van de gebeurtenissen

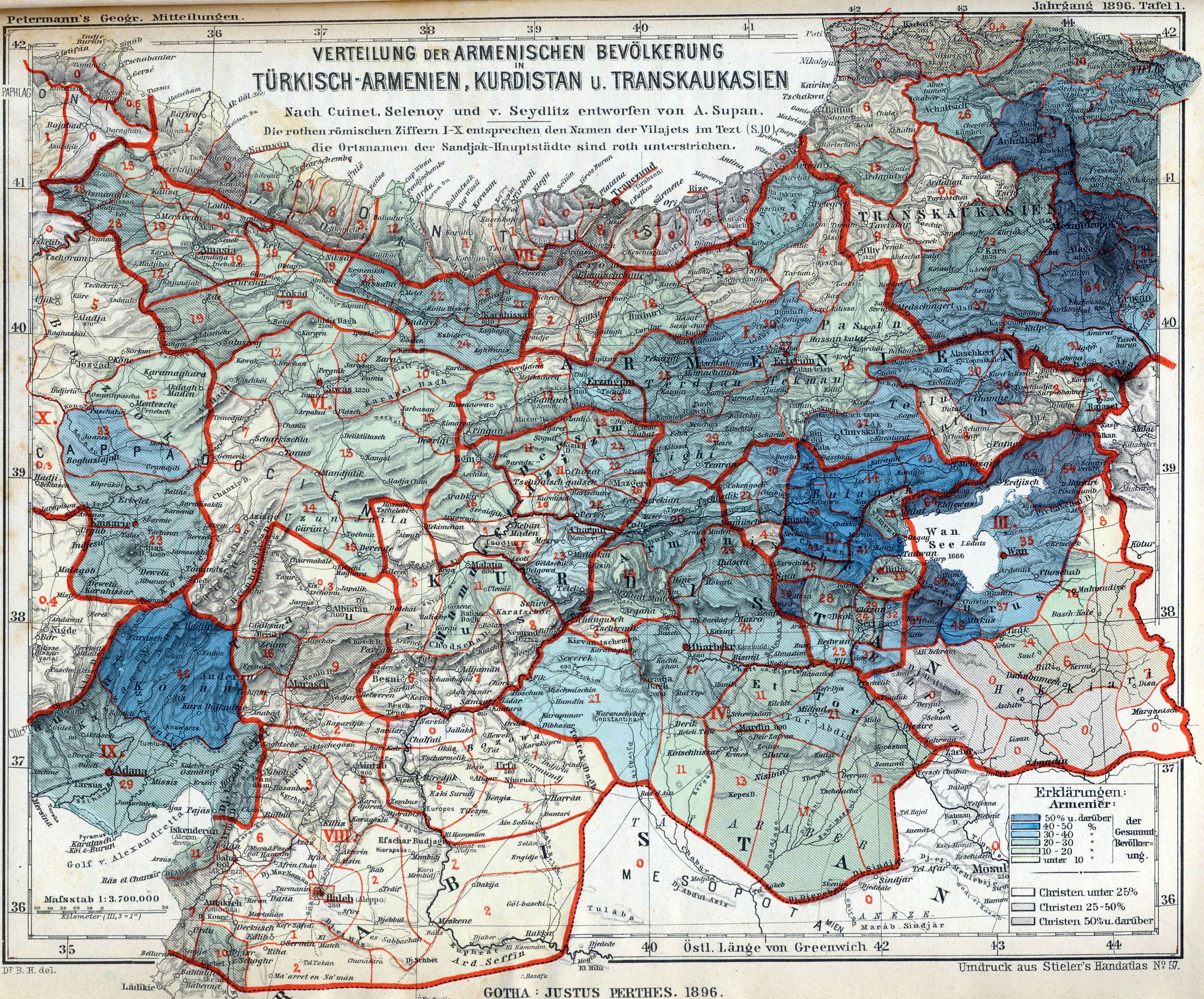
De regio's met Armeense populatie in het oosten van Anatolië en Transkaukasië in 1896

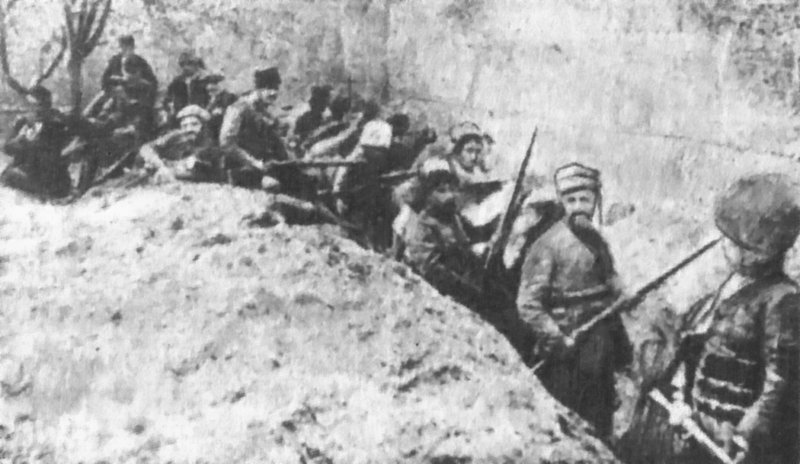
Armeense partizaneneenheid staat in gevechtslinie tegen het Turkse leger rond de stad Van in mei 1915

### Achtergrond
Sinds 1454 maakte Armenië deel uit van het Ottomaanse Rijk. Dit rijk raakte in de loop van de achttiende en negentiende eeuw langzaam in verval. In de verschillende Russisch-Turkse oorlogen had het rijk steeds meer terrein verloren aan Rusland. Ook in het Middellandse Zeegebied verloor het rijk gebieden en invloed. Sinds het Verdrag van Küçük Kaynarca van 1774 stonden de Armeens orthodoxe christenen in het Ottomaanse Rijk onder bescherming van Rusland.
Het Ottomaanse Rijk begon economisch steeds afhankelijker te worden van westerse landen en het kon deze staten ook militair niet meer bijbenen. Westerse landen waren zich bewust van deze zwakte van het Ottomaanse rijk en gingen zich steeds meer bemoeien met het rijk. In diplomatieke kringen onderling besprak men dit in wat bekend staat als de Grote Oosterse Kwestie. In die tijd werd het Ottomaanse rijk spottend "de zieke man van Europa" genoemd.
Eind negentiende eeuw was het rijk sterk beïnvloed door Westerse ideeën over nationalisme en patriottisme. Deze ideeën ondermijnden de structuur van de millets, de verschillende geloofsgemeenschappen, van het Ottomaanse rijk. Op de Balkan vochten de verschillende christelijke groeperingen voor hun onafhankelijkheid en na de onafhankelijkheid van Bulgarije (1878) werd het duidelijk dat wellicht ook voor de Armeniërs onafhankelijkheid mogelijk was. De overwegend Armeens-orthodoxe Armeniërs eisten hervormingen, waaronder de invoering van stemrecht en een constitutionele regering, en een einde aan discriminatie van christenen. Sultan Abdul Hamid II reageerde met harde onderdrukking, wat het nationalisme van de Armeniërs deed toenemen. Uiteindelijk werden bij pogroms, die plaatsvonden met oogluikende toelating of misschien zelfs aanmoediging door de sultan, tussen 1894 en 1896 vele tienduizenden Armeniërs gedood (zie: massamoorden op Armeniërs).
Naast buitenlandse bemoeienis woedde er ook voortdurend een binnenlandse machtsstrijd. In 1908 vond de Jong-Turkse revolutie plaats, waarbij de Jong-Turken naar de macht grepen. De Jong-Turken bestonden uit een groep Ottomaanse officieren, die voor het instellen van een constitutionele regering waren. In het begin werd deze machtsovername actief ondersteund door de Armeniërs en zij hoopten dat de nieuwe regering veel van hun problemen zou oplossen. In het begin leek dit de goede kant op te gaan. Zo werd de extra hoge belasting voor de Armeniërs afgeschaft en werden Armeniërs verkozen tot het Ottomaans parlement. Echter, na verloop van tijd zouden de zaken een andere wending aannemen.
Eerste problemen ontstonden in 1909 toen soldaten, die loyaal waren aan sultan Abdul Hamid II, een countercoup probeerden uit te voeren tegen de Jong-Turkse regering, om zo de sultan weer aan de macht te krijgen. Hoewel de countercoup initieel gericht was op de Jong-Turken, werd met name in de stad Adana ook hevig gevochten tussen de Armeniërs en de soldaten van de sultan. Dit resulteerde in een heleboel Armeense doden. De countercoup mislukte echter en de Jong-Turkse regering bleef aan.
In 1911 raakte het Ottomaanse Rijk verzeild in de Italiaans-Turkse Oorlog, snel gevolgd door de Balkanoorlogen. Deze oorlogen verliepen desastreus voor het Ottomaanse Rijk en veel grondgebied werd verloren aan Italië en de Balkanlanden. Het verlies van de Balkan bracht een grote vluchtelingenstroom voort van islamitische Ottomanen naar het Ottomaanse rijk. Naar aanleiding van het slechte verloop van de oorlog, besloot in 1913 de extremistische vleugel van de Jong-Turken een nieuwe staatsgreep te plegen. Een triumviraat, bestaande uit Talaat Pasja, Enver Pasja en Djemal Pasja vestigde een repressieve dictatuur, gestoeld op een agressief Turks nationalisme. Spoedig bleek dat in het nieuwe Turkije, dat de Jong-Turken voor ogen stond, voor de Armeniërs geen plaats was. De Jong-Turken droomden van een groot aaneengesloten Turks rijk, dat zich uitstrekte van de Balkan tot Centraal-Azië, waarin alle Turkssprekende volkeren verenigd zouden zijn. In deze beweging, pan-Turkisme geheten, was geen plaats voor de Armeniërs en andere niet-Turkse volkeren. De Armeniërs die immers geografisch precies tussen de verschillende Turkse broedervolkeren in leefden, vormden opeens de voornaamste belemmering voor dit pan-Turkisme.
Na het einde van de Balkanoorlog gingen landen als Rusland, Engeland en Frankrijk politieke druk uitoefenen op het Ottomaanse rijk om een hervormingsplan uit te voeren, zodat de Armeniërs beter beschermd konden worden. Omdat de Balkanoorlog het Ottomaanse rijk erg verzwakt had, accepteerden de Ottomanen dit plan met tegenzin. Het hervormingsplan hield in om het woongebied van Armeniërs in het oosten van het rijk te splitsen in twee delen, die elk onder toezicht zouden komen te staan van een buitenlandse inspecteur van een neutraal land. Als inspecteurs werden diplomaat Louis Westenenk uit Nederland en majoor Nicolai Hoff uit Noorwegen gekozen. Westenenk reisde af naar Constantinopel, waar hij op 3 mei 1914 werd ontvangen door Talaat Pasja. De uitbraak van de Eerste Wereldoorlog verhinderde de uitvoer van het hervormingsplan en Westenenk keerde terug naar Nederland.
Dit samengaan van buitenlandse inmenging en intense binnenlandse machtsstrijd, aangewakkerd door een extreem-nationalistische ideologie, had voor de Armeniërs uiteindelijk zware gevolgen.

### De genocide

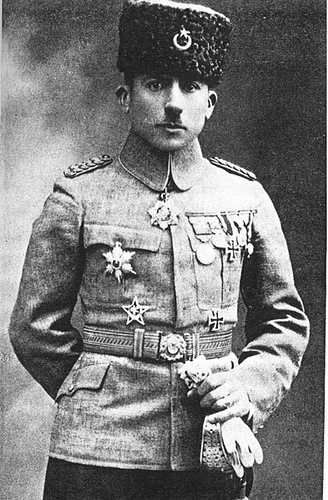
Rafael de Nogales Méndez (1879-1936), een Venezolaanse officier die diende in het Ottomaanse leger, schreef een gedetailleerd verslag van de gebeurtenissen in zijn boek Cuatro años bajo la media luna

Tijdens de Eerste Wereldoorlog koos het Ottomaanse Rijk de kant van de Centrale Mogendheden (Duitsland, Oostenrijk-Hongarije en Bulgarije) waardoor het in oorlog raakte met de Entente (Rusland, het Verenigd Koninkrijk en Frankrijk).
Tijdens de Kaukasusveldtocht viel Enver Pasja met zijn leger Rusland aan. Dit mislukte en bij de Slag bij Sarıkamış leed Envers leger zware verliezen, waarna Enver publiekelijk de Armeniërs hiervan de schuld gaf. Op 25 februari 1915 beval Enver Pasja alle militaire eenheden om soldaten van Armeense afkomst te demobiliseren en in te zetten in de onbewapende 'Werkbataljons'. Als reden werd angst voor collaboratie van de Armeniërs met de Russen opgegeven. Het kan echter ook een bewuste actie tot inleiding van een genocide zijn geweest, waarbij er nauwelijks sprake zou zijn van gewapend verzet. Dit verzet is er dan ook nauwelijks geweest, een belangrijke uitzondering vormen de gevechten bij de stad Van. Deze gevechten begonnen op 20 april en eindigden op 17 mei met de komst van het Russische leger. Een aanleiding voor de opstand waren moordpartijen op Armeniërs die al in het begin van 1915 hadden plaatsgevonden in de buurt van het front.
Op 24 april 1915 werden in Istanbul, onder bevel van Talaat Pasja, honderden tot enkele duizenden leden van de Armeense elite opgepakt en zonder enkele vorm van proces gedeporteerd en later vermoord. Deze dag wordt nog altijd herdacht door de Armeniërs als het begin van de volkerenmoord.
Hierna besloot het Ottomaans regime officieel alle Armeniërs te deporteren naar de zuidelijke provincie Syrië, dat toen nog deel uitmaakte van het Ottomaanse Rijk. Talaat Pasja gaf als reden de recentelijke opstanden en massamoorden door Armeniërs op verscheidene plaatsen in het land. Hij doelde hierbij vooral op de opstand in Van. De deportatie had in wezen geen bestemming, maar was in eerste instantie georganiseerd richting de stad Aleppo in het huidige Syrië en van daar uit naar de Deir ez-Zor-woestijn. Er werden waarschijnlijk 25 grote concentratiekampen opgezet onder de leiding van de rechterhand van Talaat Pasja, Sükrü Kaya, waarvan de meeste lagen op de huidige Syrische en Iraakse grenzen en waarvan sommige alleen dienden als doorvoerkampen. Het grootste deel van de kampbewaarders bestond uit Armeniërs.

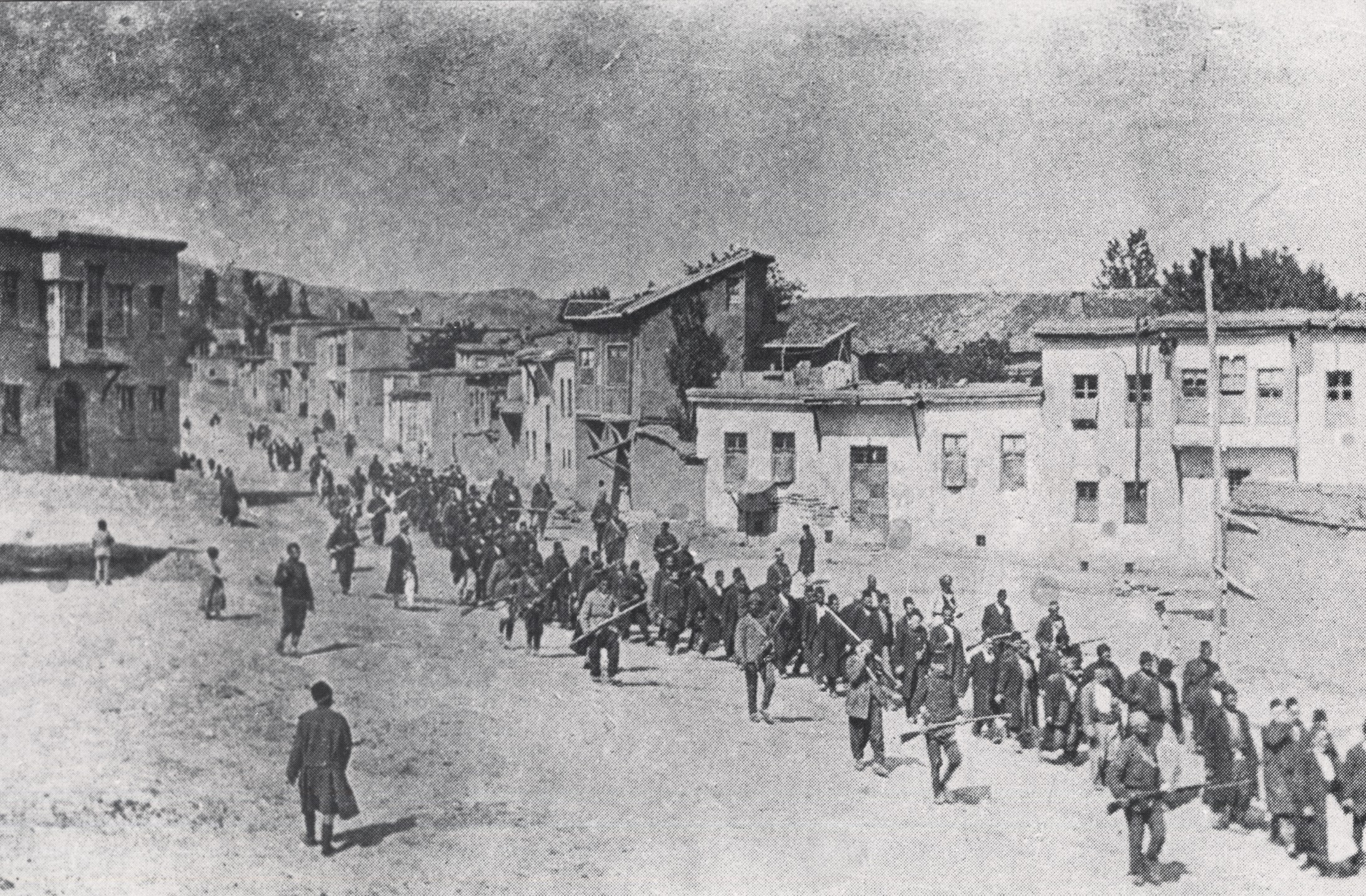
Begeleid door Turkse soldaten marcheren Armeniërs naar een gevangenis bij Mezireh. Kharpert, Armenië, Ottomaanse Rijk (april 1915)

Officieel waren bepaalde categorieën Armeniërs vrijgesteld van deportatie: katholieken, protestanten, spoorwegarbeiders en leden van de krijgsmacht. In de praktijk zijn ook Armeniërs uit deze groepen slachtoffer geworden. Armeniërs uit Istanbul en İzmir werden niet gedeporteerd.
Er was niet gezorgd voor eten of drinken voor de Armeniërs tijdens de tochten van de verschillende delen van het land naar Syrië. Volgens ooggetuigen en historische documenten bezweken Armenen op de marsen naar het hedendaagse Syrië aan dorst, honger of werden doodgeranseld of -geschoten door de begeleidende Turkse gendarmerie. Voorts werden Armeense vrouwen en meisjes onderweg regelmatig verkracht. Andere Armeniërs, volgens de Britse historicus Martin Gilbert de meerderheid van de slachtoffers, werden in of nabij hun woonplaatsen vermoord. Niet het Turkse leger, maar de door Behaeddin Şakir opgezette "Speciale Organisatie" - een geheime dienst van de Osmaanse regeringspartij - had in die massamoorden een centrale rol. Deze laatste bestond uit onder meer Koerdische stammen en vrijgelaten misdadigers die onder direct gezag van de partij stonden.
De Turkse socioloog Taner Akçam stelt in zijn boek "A Shameful Act" (2004) dat deze milities langs de deportatieroute werden gestationeerd met het enige doel zo veel mogelijk Armeniërs om te brengen. De plaatselijke bevolking, al dan niet gedwongen betrokken in het complot, werd daarnaast aangemoedigd om de woningen van de gedeporteerden te plunderen; daarbij was het helpen onderduiken van Armeniërs verboden, op straffe van dood door ophanging. Plaatselijke gezagdragers en de moslimbevolking steunden allerminst unaniem de omstreden beslissing van het triumviraat.

### Samenvatting van de gebeurtenissen van 1915

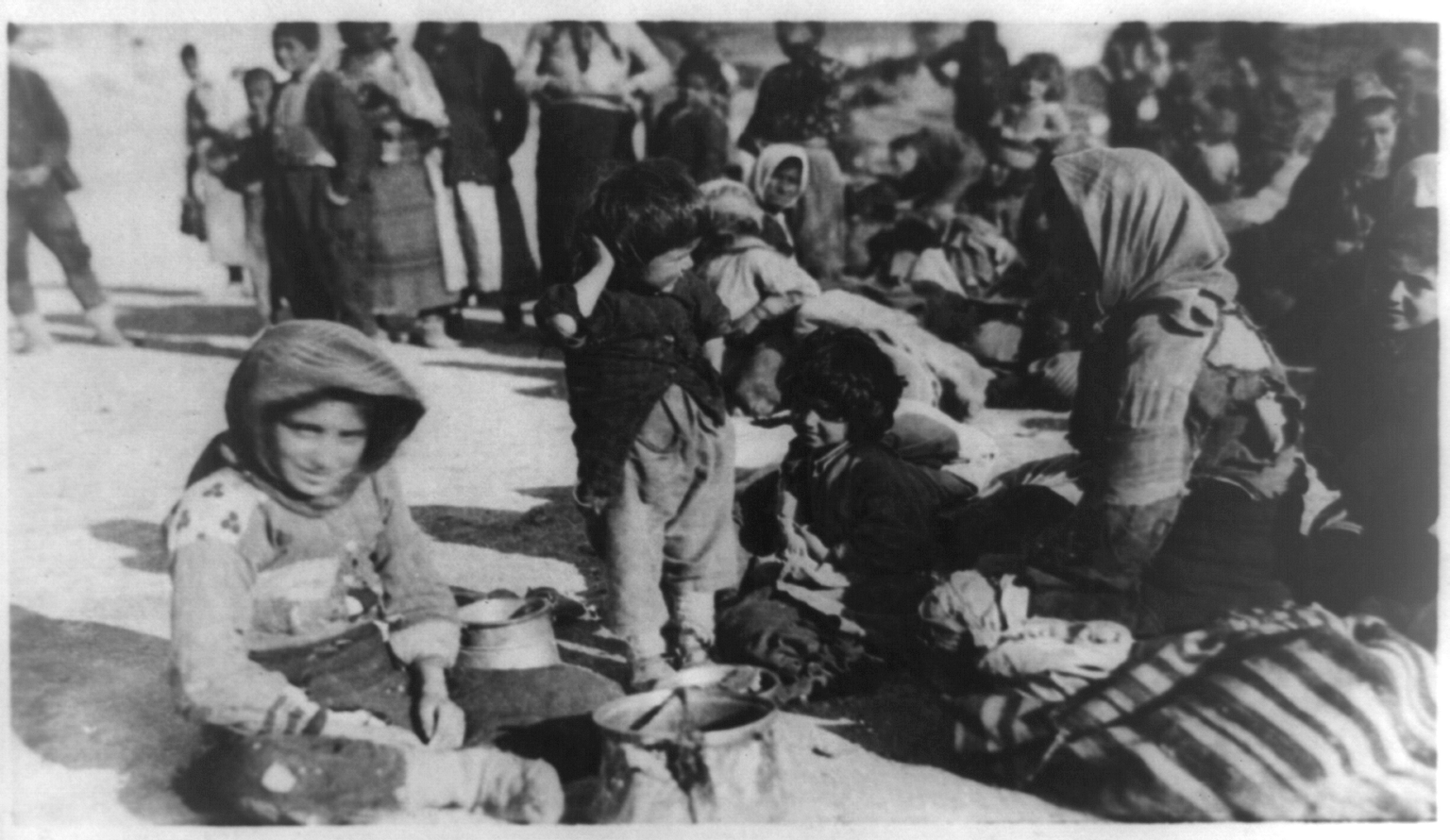
Armeense vluchtelingen

- januari: Het Ottomaanse leger lijdt bij Sarıkamış een zware nederlaag tegen de Russen.
- februari: Brits offensief bij Gallipoli om de toegang tot de Bosporus te verwerven.
- april: Armeense opstand in de stad Van. Het bevel tot deportatie wordt gegeven van Armeniërs uit de oostelijk gelegen provincies. Op 24 april wordt een groot deel van de Armeense elite in Istanbul opgepakt, weggevoerd of vermoord.
- mei: De Britse, Franse en Russische regeringen waarschuwen dat ze de Ottomaanse leiders persoonlijk verantwoordelijk zullen stellen voor de bloedbaden. Ottomaanse regering neemt de Tehcirwet aan om de Armeniërs uit de oostelijk gelegen provincies te deporteren.
- zomer 1915: Start van deportaties en moordpartijen van Armeniërs in het binnenland en aan de Middellandse Zeekust.
- september: Uitvaardiging van een wet voor de onteigening van de bezittingen van de weggevoerden.

### Na afloop van de Eerste Wereldoorlog
Een paar dagen na de wapenstilstand van 1918 tussen de Ottomanen en de geallieerden, vluchten Talaat, Enver en Djemal aan boord van een Duitse onderzeeboot naar Duitsland. Kort daarna trokken op 12 november 1918 de eerste geallieerde troepen Constantinopel binnen. Onder supervisie van de Britten werd toen door de nieuwe Ottomaanse regering een militaire rechtbank ingesteld om de Ittihad-functionarissen te bestraffen wegens oorlogsmisdaden tegen de Armeniërs en andere christelijke volken in het rijk. De militaire rechtbank vond plaats in de jaren 1919-1920 en veroordeelde Talaat, Enver en Djemal bij verstek tot de doodstraf. De gevoerde processen werden echter door de bezettende machten bestempeld als "travestie van recht", omdat ze namelijk niet voldeden aan internationale rechtsnormen. Daarom besloten de Britten dan maar zelf een oorlogstribunaal te houden op het eiland Malta, wat destijds een Britse kolonie was. De Ittihad-functionarissen werden toen overgeplaatst naar een gevangenis in Malta. Het opzetten van een oorlogstribunaal in Malta werd echter geen succes en uiteindelijk werden de Malta-tribunalen nimmer gehouden. De gedetineerde Ittihad-functionarissen werden toen vrijgelaten.
Tijdens de processen hadden de Britten aan Duitsland gevraagd om de uitlevering van Enver, Talaat en Djemal. De Duitse regering weigerde hen echter uit te leveren. Als gevolg daarvan besloot de Armeense Dasjnak-partij tijdens een partijcongres in Jerevan in de herfst van 1919 de geheime operatie Nemesis op te zetten. Operatie Nemesis had als doel de naar het buitenland gevluchte hoofddaders van de Armeense genocide op te sporen en te vermoorden. Als onderdeel van deze operatie werd Talaat op 15 maart 1921 in Berlijn doodgeschoten door Soghomon Tehlirian en werd Djemal op 21 juli 1922 vermoord tijdens zijn bezoek aan de Georgische hoofdstad Tbilisi (Tiflis). Alleen Enver wist uit de handen van het Armeense doodseskader te blijven. Enver vertrok naar Moskou en van daaruit naar Centraal-Azië, waar hij zich aansloot bij de Basmatsjiopstand tegen Rusland. Op 4 augustus 1922 overleed hij aldaar tijdens gevechten met het Russische leger. De Armeniër Hakob Melkumian, die destijds militair commandant was in het Russische leger, claimde dat hij degene was die Enver met een pistoolschot heeft gedood.

## Aantal slachtoffers
Hoewel er geen consensus is over de vraag hoeveel Armeniërs werden vermoord tijdens de Armeense genocide, is er algemene overeenstemming onder westerse wetenschappers dat er meer dan 500.000 Armeniërs stierven tussen 1914 en 1918. De schattingen variëren tussen de 600.000 tot 1.500.000 (volgens westerse wetenschappers, Argentinië en andere staten).
Volgens nieuw ontdekte documenten die ooit toebehoorden aan Talaat Pasha, verdwenen er meer dan 970.000 Ottomaanse Armeniërs uit het officiële bevolkingsregister tussen 1915 en 1916. Volgens de documenten bedroeg het aantal levende Armeniërs in het Ottomaanse Rijk vóór 1915 1.256.000 en daalde het tot 284.157 twee jaar later in 1917.
De Amerikaanse historicus Bernard Lewis houdt het op 'vele honderdduizenden tot misschien wel een miljoen' slachtoffers. Volgens de Britse historicus Martin Gilbert ligt het aantal slachtoffers rond het miljoen, waarvan 600.000 vermoord in bloedbaden in Anatolië en 400.000 door geweld en hongersterfte tijdens deportaties naar woestijnen in het huidige Syrië en Irak. Nog 200.000 Armeniërs werden verplicht zich te bekeren tot de islam. De Britse historicus Peter Mansfield schat het aantal slachtoffers op één-en-een-kwart miljoen tot anderhalf miljoen. De Nederlandse wetenschapper Erik-Jan Zürcher houdt het op 600.000 tot 800.000 slachtoffers. Ton Zwaan schat het aantal op 800.000 tot 1 miljoen De Amerikaanse politicoloog Rudolph J. Rummel heeft berekend dat tussen 1900 en 1924 circa 1,8 miljoen Armeniërs zijn gedood.
Massamoorden werden onder de Republiek Turkije voortgezet tijdens de Turks-Armeense Oorlog fase van de Turkse Onafhankelijkheidsoorlog. Naar schatting 60.000 tot 98.000 Armeense burgers werden door het Turkse leger gedood.

### Aandacht voor de volkerenmoord
De wereld had maar weinig aandacht voor de genocide. Dit kwam hoogstwaarschijnlijk doordat er door de strenge oorlogscensuur weinig berichtgeving uit het Ottomaanse Rijk naar buiten kwam en omdat de verschrikkingen van de loopgraven aan het westelijke front in de kranten de overhand hadden. Uitzonderingen op de geringe aandacht die toentertijd aan de genocide werd besteed waren de beschrijvingen van de Amerikaanse krant New York Times en de toenmalige Amerikaanse ambassadeur in Istanbul, Henry Morgenthau Sr. Talaat Pasha reageerde op de protesten van de Amerikaanse ambassadeur met de woorden: Je bent een jood, deze mensen zijn christenen... Waarom kan je ons niet laten doen met deze christenen wat wij wensen?.
Veel later zou Adolf Hitler verklaren: Het doel van de oorlog is niet de linies te herdefiniëren, maar de vijand fysiek te vernietigen. Door deze methode zullen wij de vitale levensruimte verkrijgen die wij nodig hebben. Wie spreekt vandaag nog over het bloedbad onder de Armenen? Deze woorden worden in twijfel getrokken door de Joodse historicus Tom Segev. Volgens Segev heeft de Amerikaanse journalist Louis Lochner een fout gemaakt. Hitler hield op de desbetreffende dag twee toespraken en in geen van de originele toespraken komt dit citaat voor. Dit vaak aangehaalde citaat klopt volgens hem daarom niet.

### Andere tragedies in het Ottomaanse Rijk tijdens de Eerste Wereldoorlog
Veel minder bekend dan de Armeense genocide is dat in dezelfde tijd nog andere tragedies plaatsvonden in hetzelfde gebied:
- In 1915 werd ook genocide gepleegd op Aramese christenen. De Arameeërs die voornamelijk leefden in steden als Diyarbakir, Mardin, Nisibin, Beth Zabday (Idil) en in de regio Tur Abdin werden aangevallen door Ottomaanse troepen, Koerdische stammen en speciale eenheden (Teskilat Mahsusa) die in opdracht van het Turkse regime opereerden.
- Ook de Pontische Grieken werden slachtoffer van de gelijktijdige genocide in het Ottomaanse Rijk. Tijdens deze Griekse Genocide kwamen in de Ottomaanse provincies aan de Zwarte Zee vermoedelijk 300.000 mensen om.[41]
- In wat nu Syrië is, stierven een derde tot een half miljoen Arabieren aan de hongersnood.[42]
- De Osmaanse autoriteiten probeerden ook andere bevolkingsgroepen te deporteren, waaronder sommige Koerdische stammen.

## Gelijktijdige rapporten en reacties
Honderden ooggetuigen, waaronder de neutrale Verenigde Staten en de eigen bondgenoten van het Ottomaanse Rijk, Duitsland en Oostenrijk-Hongarije, registreerden en documenteerden veel van de staatgesteunde moordpartijen. Veel buitenlandse ambtenaren boden aan in te grijpen namens de Armeniërs, inclusief paus Benedictus XV die werd weggestuurd door de Ottomaanse regering met de bewering dat ze represailles uitvoerde tegen een pro-Russische opstand.

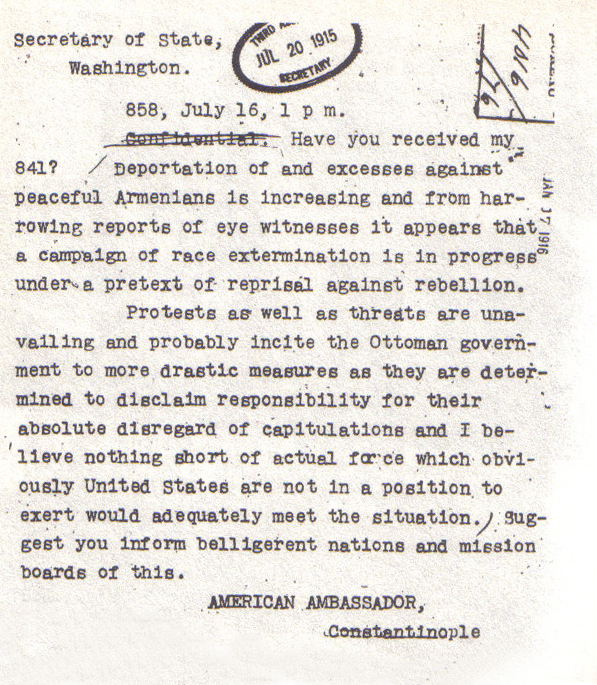
Een telegram gestuurd door ambassadeur Henry Morgenthau naar het Amerikaanse State Department op 16 juli 1915 dat de bloedbaden beschrijft als een "campagne om een ras uit te roeien".

Veel Amerikanen spraken zich uit tegen de genocide, waaronder de voormalige president Theodore Roosevelt, rabbijn Stephen Wise, Alice Stone Blackwell en William Jennings Bryan, de Amerikaanse minister van Buitenlandse Zaken tot en met juni 1915. In de Verenigde Staten en het Verenigd Koninkrijk werden de kinderen regelmatig herinnerd hun bord goed leeg te eten tijdens het eten en aan de hongerende Armeniërs te denken.
Zweden had, als een neutrale staat tijdens de hele Eerste Wereldoorlog, permanente vertegenwoordigers in het Ottomaanse Rijk en was daarmee in staat om continu verslag uit te brengen over de gebeurtenissen in het land. De Zweedse ambassade in Constantinopel, vertegenwoordigd door ambassadeur Per Gustaf August Cosswa Anckarsvärd, samen met gezant M. Ahlgren en de Zweedse militair attaché, kapitein Einar af Wirsén, volgde op de voet de ontwikkeling in het hele rijk en rapporteerde onder andere over de massamoorden op Armeniërs. Op 7 juli 1915 stuurde Anckarsvärd een twee pagina's tellend rapport naar Stockholm, dat begon met de volgende informatie:
De vervolging van de Armeniërs bereikt huiveringwekkende proporties en alles wijst op het feit dat de Jonge Turken de kans willen grijpen, omdat ze als gevolg van verschillende redenen geen effectieve druk van buitenaf hoeven te vrezen, om voor eens en altijd een einde te maken aan de Armeense kwestie. De middelen hiervoor zijn vrij eenvoudig en bestaan uit de uitroeiing van de Armeense natie.

### Russische leger
De reactie van het Russische Rijk op de bombardementen van haar marinehavens aan de Zwarte Zee was vooral een landcampagne door de Kaukasus. De Russen meldden dat ze de lichamen van ongewapende Armeense burgers zagen.

## Internationale erkenning en ontkenning

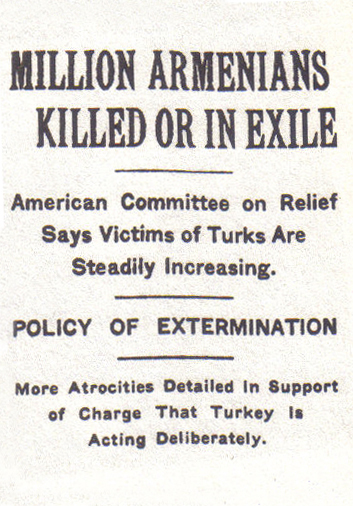
Krantenkop van The New York Times op 15 december 1915

De afgelopen decennia heeft er talrijk onafhankelijk wetenschappelijk historisch onderzoek plaatsgevonden naar de gebeurtenissen in het Ottomaanse Rijk. Desondanks is de discussie nog steeds gaande.
De discussie richt zich vooral op het feit of de verschillende ministers en overheidsdienaren vooraf van plan waren om genocide te plegen. Door verschillende oorzaken is de precieze gang van zaken volgens sommige wetenschappers niet goed te reconstrueren. Daarnaast zijn ook vervalste documenten geproduceerd, zoals de Armeense Andonian papers.
Invloedrijke Nederlandse wetenschappers zijn onder meer Ton Zwaan, Erik-Jan Zürcher en Uğur Ümit Üngör.

### Erkenning

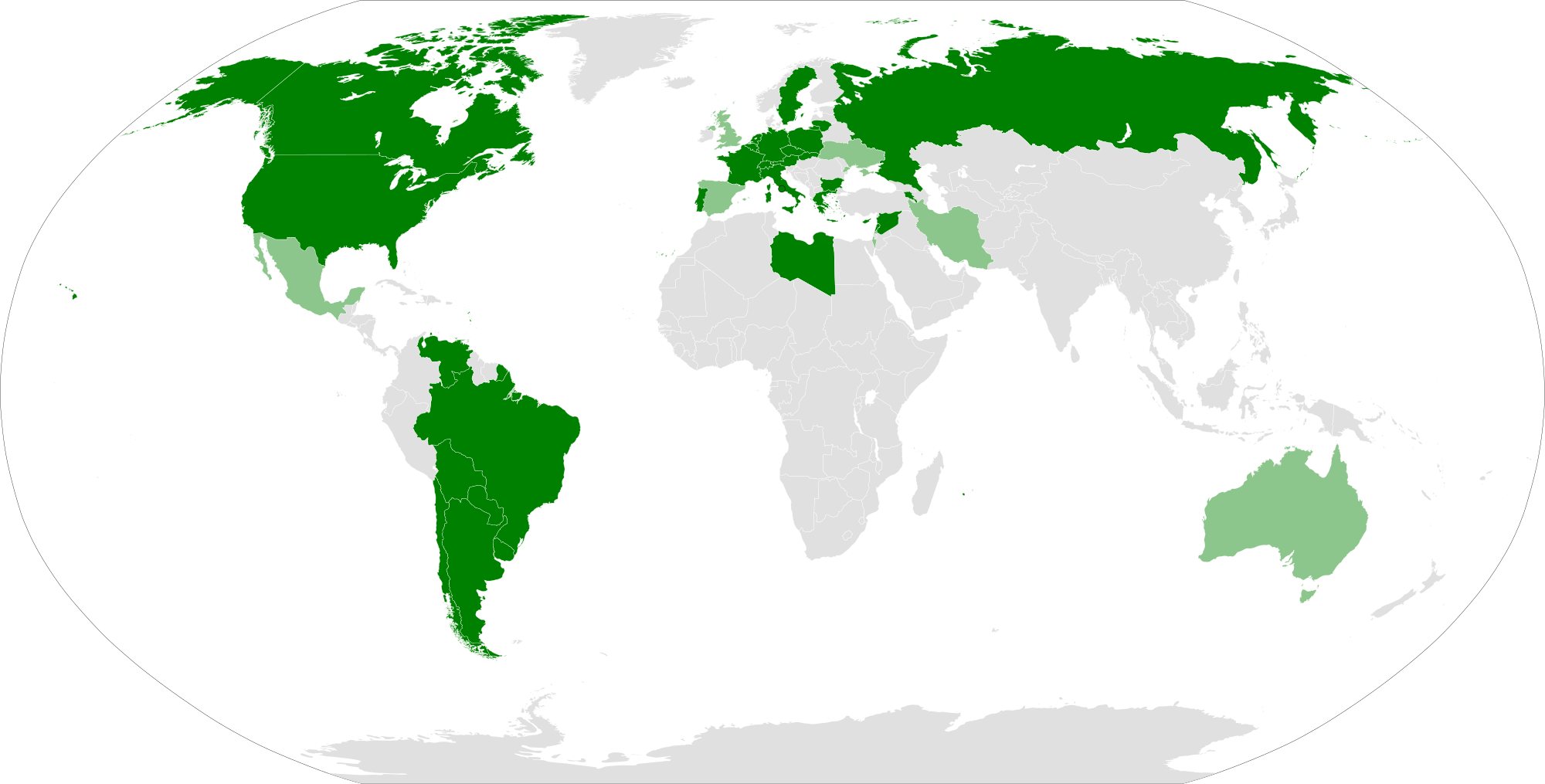
Landen die de Armeense genocide hebben erkend
op staatsniveau
door bepaalde politieke partijen, provincies en/of gemeentes

De massale moordpartijen worden door de meeste Westerse historici als genocide erkend. Ton Zwaan noemt de volkerenmoord op de Armeniërs de "vergeten genocide". Daarnaast is er een grote internationale lobby die streeft naar erkenning, voornamelijk opgezet door de Armeense diaspora. Verschillende media beschouwen de Armeense genocide 'officieel' als feit, o.a. The New York Times.
Meerdere landen en internationale organisaties erkennen de genocide, onder meer Argentinië, Armenië, België, Bolivia, Brazilië, Bulgarije, Canada, Chili, Cyprus, Duitsland, Europese Unie, Frankrijk, Griekenland, Italië, Libanon, Litouwen, Luxemburg, Nederland, Polen, Oostenrijk, Raad van Europa, Rusland, Slovenië, Syrië, Tsjechië, Uruguay, Vaticaanstad, Venezuela, Zweden en Zwitserland.
De Tweede Kamer van Nederland nam op 21 december 2004 met algemene stemmen een motie van de ChristenUnie aan, waarin hij de genocide erkent en de regering verzoekt de kwestie "aan de orde te stellen" bij de Turkse regering. In België werd de Armeense genocide al in 1998 door het parlement erkend.
Op 7 maart 2000 ondertekenden 126 academici en voorzitters van verschillende Holocauststudiecentra in Philadelphia een politieke verklaring, waarin zij vaststelden dat de genocide heeft plaatsgevonden. Hun aanbeveling aan Turkije was om in het reine te komen met dit feit en hun aanbeveling aan de rest van de wereld was om deze genocide te erkennen. Ondertekenaars waren onder andere de professoren Yeshuda Bauer, Ward Churchill, Jack Needle en Nobelprijswinnaar Elie Wiesel.
De Turkse socioloog Taner Akçam heeft in een reeks boeken bewijzen van de genocide openbaar gemaakt. Hij citeert zelfs Atatürk, die de genocide al in 1920 een schande noemt.
Medio april 2015 ontstond een diplomatieke rel tussen Turkije en het Vaticaan, nadat paus Franciscus de moordpartijen als "de eerste genocide van de twintigste eeuw" had aangeduid.

#### Verenigde Staten
In de Verenigde Staten duurde het decennia voordat de Armeense genocide officieel werd erkend. Er kon pas sprake zijn van een officiële erkenning na goedkeuring van een resolutie door achtereenvolgens het Huis van Afgevaardigden, de Senaat en de president.
Hoewel president Ronald Reagan in 1981 expliciet refereerde aan de Armeense genocide en hoewel 44 van de 50 staten van Amerika de genocide afzonderlijk hebben erkend, is dat op federaal niveau in de Verenigde Staten nog niet gebeurd. De presidenten van de VS houden jaarlijks op 24 april een toespraak waarmee zij de Armeniërs condoleren, maar het gebruik van de term 'genocide' vermijden. Op 10 oktober 2007 nam de commissie buitenlandse betrekkingen van het Huis van Afgevaardigden een resolutie (H.Res.106) aan waarmee in het Huis van de Afgevaardigden de genocide erkend zou worden. Maar de resolutie kwam niet aan de orde in het Huis van de Afgevaardigden onder druk van het Witte Huis dat de nadelige gevolgen hiervan op de relatie met bondgenoot Turkije vreesde.
Op 19 januari 2008 beloofde Barack Obama, toen nog senator, dat hij als president van de VS de Armeense genocide zou erkennen. Hij zei dat hij ervan overtuigd was dat "de Armeense genocide geen beschuldiging is, geen persoonlijke overtuiging of standpunt, maar een breeduit gedocumenteerd gegeven, gestaafd door een grote hoop historische bewijzen. De feiten zijn onweerlegbaar. Een officieel beleid dat diplomaten aanspoort tot verdraaien van historische feiten is onhoudbaar."
Op 4 maart 2010 werd door het Amerikaanse Huis van Afgevaardigden voor de tweede keer een resolutie aangenomen die de Armeense genocide erkent. De Turkse regering heeft hierop gereageerd door haar ambassadeur terug uit Washington D.C. te trekken voor overleg. Voordat er sprake zou zijn van de erkenning van de Armeense genocide door de VS, moest deze resolutie goedgekeurd worden door het Huis van de Afgevaardigden en vervolgens door de Senaat. Maar ook deze keer werd de resolutie tegengehouden door het Witte Huis met het oog op geopolitieke belangen.
Op 29 oktober 2019 werd door het Huis van Afgevaardigden de genocide opnieuw erkend.  De Turkse president Tayyip Erdogan noemde dit een stemming zonder waarde, die bovendien zeer beledigend was voor de Turken, omdat deze stemming plaatsvond op een Turkse nationale feestdag.  De Armeense premier Nikol Pasjinyan noemde de stemming een moedige stap in de richting van het dienen van waarheid en historische gerechtigheid.
In april 2020 beloofde presidentskandidaat Joe Biden de genocide te zullen erkennen als hij tot president zou zijn gekozen. Op 24 april 2021 maakte hij deze belofte waar met een officiële erkenning.

### Intentie onduidelijk
Wetenschappers als de Nederlandse turkoloog Erik-Jan Zürcher en de Amerikaanse politicoloog Guenter Lewy bevestigen dat leden van het Comité voor Eenheid en Vooruitgang de uitroeiing van de Armeniërs op Turks gebied nastreefden. Ze twijfelen of dit een officiële politieke beslissing was van de Turkse overheid. Deze twijfel komt deels door de weigering van de Turkse overheid om diverse archieven open te stellen voor onderzoekers en deels doordat archieven verdwenen of vernietigd zijn.
Gezien de onduidelijkheid of de Armeense genocide in opdracht van de Turkse overheid plaatsvond, is elke vergelijking met de Holocaust volgens Bernard Lewis onjuist, want waar de intentie van het nazi-regime uitgesproken en duidelijk zou zijn, zou die uitgesproken intentie bij de Ottomaanse overheid niet te bewijzen zijn.

### Ontkenning

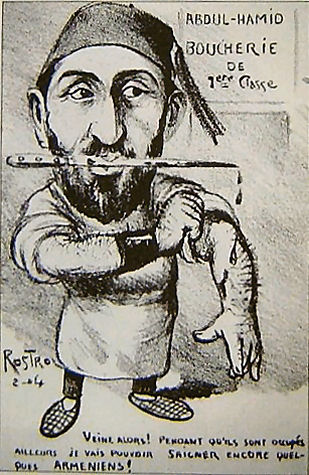
Politieke cartoon waarin Sultan Hamid wordt afgeschilderd als de slachter van Ottomaanse Armeniërs

De Turkse regering staat op het standpunt dat er geen sprake was van genocide, maar dat de doden het slachtoffer zijn geworden van burgeroorlog, hongersnoden en andere ontberingen. Zij spreekt dan ook liever van de Armeense Kwestie. Volgens de Turkse regering zouden er 300.000 tot 500.000 slachtoffers zijn waaronder ook Turken. Turkije oefent – of oefende tot voor kort – ook druk uit op andere landen om het bestaan van de genocide te ontkennen, of in elk geval niet officieel te bevestigen.
Sinds de jaren twintig heeft Turkije zich ingespannen om officiële erkenning of zelfs vermelding van de genocide in het buitenland te voorkomen; deze inspanningen omvatten miljoenen dollars die zijn besteed aan lobbyen, de oprichting van onderzoeksinstituten en intimidatie en bedreigingen. Ontkenning heeft ook gevolgen voor het binnenlandse beleid van Turkije en wordt op Turkse scholen onderwezen; sommige Turkse burgers die de genocide erkennen, zijn vervolgd wegens "belediging van het Turks-zijn".
In Cyprus, Frankrijk, Griekenland, Zwitserland, Italië en Slowakije is het verboden de Armeense genocide te ontkennen.
Er zijn academici, zoals de Amerikanen Bernard Lewis en Justin McCarthy, die van mening zijn dat de gebeurtenissen geen genocide zijn. Zij spreken liever van deportaties en massamoorden. Hun belangrijkste argument is dat er weinig bewijzen zijn gevonden voor opdrachten van de regering tot genocide. Wel zijn diverse legerofficieren voor de militaire rechtbank gebracht en veroordeeld voor hun foutief gedrag tijdens de deportaties.
Vaak worden door degenen die de genocide ontkennen de zogenaamde 'Andonian Papers' aangehaald, een bekende vervalsing ten gunste van het Armeense standpunt.
Er werden wel pogingen gedaan tot verzoening. Op aansporen van de Verenigde Staten werd een verzoeningscommissie opgericht in 2001 met Turkse en Armeense leden.
In 2005 hield de Turkse premier Recep Tayyip Erdoğan een gezamenlijke persconferentie met oppositieleider Deniz Baykal waarin zij Armeense geschiedkundigen uitnodigden collega's uit Turkije te ontmoeten om uit te vinden wat er gebeurde. Ook riepen ze Armenië op de archieven te openen. Armeense publieke en private archieven zijn niet altijd volledig toegankelijk voor vrij onderzoek.  De Ottomaanse archieven daarentegen zijn sinds de eeuwwisseling na modernisering en systematisch classificering voor iedereen toegankelijk.
In het weekend van 24 en 25 september 2005 vond er aan de Bilgi Universiteit in Istanbul een eerste conferentie plaats over de Armeense genocide waarop wetenschappers uit beide kampen spraken, zowel die de genocide erkennen als diegene die het tegenspreken, nadat een rechtbank deze conferentie eerder verboden had.

#### België
In België ontstond in 2004 ophef nadat verschillende Turks-Belgische politici in Brussel deelnamen aan een optocht onder de titel "Verwerp de beweringen over de Armeense genocide". Onder hen bevond zich Emir Kir, toen een lid van de Parti Socialiste en gewezen staatssecretaris in de Brusselse regering. Kir bevestigt achteraf dat er deportaties zijn geweest, maar van een genocide wil hij niet spreken. Hij vindt dat een internationaal comité van experts moet uitmaken of er daadwerkelijk een genocide heeft plaatsgevonden. Later zal de Brusselse afdeling van de Parti Socialiste hetzelfde standpunt innemen. De PS gaat daarmee in tegen de erkenning van de Armeense genocide door het Belgisch parlement in 1998. Emir Kir herhaalde zijn standpunt na zijn verkiezing als burgemeester van de Brusselse gemeente Sint-Joost-ten-Node in oktober 2012.

#### Nederland
De PvdA in de Tweede Kamer nam in 2006 het standpunt in dat er geen formeel bewijs is voor de juridische term genocide. In de campagne van de Tweede Kamerverkiezingen van dat jaar kreeg vooral Kamerlid Nebahat Albayrak het verwijt dat zij zich als Turkse niet krachtig genoeg uitsprak over de Armeense genocide. Zij ontkende niet dat tussen 1915 en 1917 vele Armeense slachtoffers zijn gevallen en stelde dat het terecht is als gesproken wordt over genocide, maar of het aan de volkenrechtelijke definitie voldoet, wilde zij overlaten aan juristen en historici. Om het als genocide aan te merken, moet bewezen worden dat een volkerenmoord doelbewust is opgezet en uitgevoerd om een bevolkingsgroep uit te moorden. "Dat bewijs is formeel nooit geleverd in de Armeense kwestie", meent Albayrak. De PvdA-fractie sloot zich aan bij dat standpunt. In het dagblad Trouw werd het PvdA-standpunt door Nebahat Albayrak en Frans Timmermans in een opiniestuk uitgelegd.
De Tweede Kamer besloot op donderdag 22 februari 2018 de genocide op Armeniërs, Arameeërs/Assyriërs en Pontische Grieken te erkennen. De regering blijft gebruikmaken van de formulering 'kwestie van de Armeense genocide.

#### Turkije
De Turkse overheid ontkent niet dat veel Armeniërs zijn gedood door het Ottomaanse leger, maar betwist het dodental en benadrukt dat er aan beide kanten doden zijn gevallen gedurende de Eerste Wereldoorlog. Turkije zegt bereid te zijn de Armeense genocide als een genocide te erkennen, mits dit de conclusie zou zijn van een internationale onderzoekscommissie. Turkije heeft Armenië meerdere malen tevergeefs opgeroepen voor een dergelijk commissie.

### Toelichting
De geheimhouding en de parallelle bevelstructuur van het voormelde triumviraat bemoeilijken het aantonen van de opzet om de Armeniërs systematisch en gepland uit te roeien, waardoor men in juridische zin niet van een volkerenmoord of genocide kan spreken. Voor de belangrijkste besluiten moet men voortgaan op slechts indirecte bewijzen. Door het raadplegen van Turkse archieven vond Taner Akçam wel aanwijzingen dat de volksverplaatsingen en vernietiging van een hele bevolkingsgroep als zodanig de uiteindelijke doelstelling was van het nieuwe regime na 1913 en plaatsvond in het eerste halfjaar van 1915. Het bestaande bronnenmateriaal bewijst dat de machthebbers veel te weinig hebben gedaan om de veiligheid van de gedeporteerden te waarborgen.
Een telegram verstuurd op 29 augustus 1915 van Talaat Pasja naar de gemeente Ankara geldt als belangrijk bewijs. Het telegram zegt onder andere het volgende:
"De verplaatsing van Armeniërs, van welke verlangd wordt dat het op een ordelijke en voorzichtige manier uitgevoerd wordt, moet nooit en te nimmer worden overgelaten aan individuen die fanatieke gevoelens van vijandschap hebben. En de Armenen, of ze worden gedwongen te verhuizen of niet, moeten beschermd worden tegen elke vorm van aanvallen."

### Aanslagen door Armeniërs
Twee Armeense organisaties, de ASALA en de JCAG, hebben in de jaren 1970 en jaren 1980 wereldwijd aanslagen gepleegd op Turken en Turkse instanties, met als doel erkenning van de genocide. In Nederland werd daarbij in 1979 de diplomatenzoon Ahmet Benler in Den Haag doodgeschoten. In Rotterdam werd Kemalettin Demirer neergeschoten. In Amsterdam was zware schade door een bomexplosie voor het kantoor van Turkish Airlines. Er zouden ruim 200 aanslagen zijn gepleegd in steden waaronder Londen, Parijs, Istanbul, Madrid en New York.

## Herdenkingen en kunst

### Herdenkingen

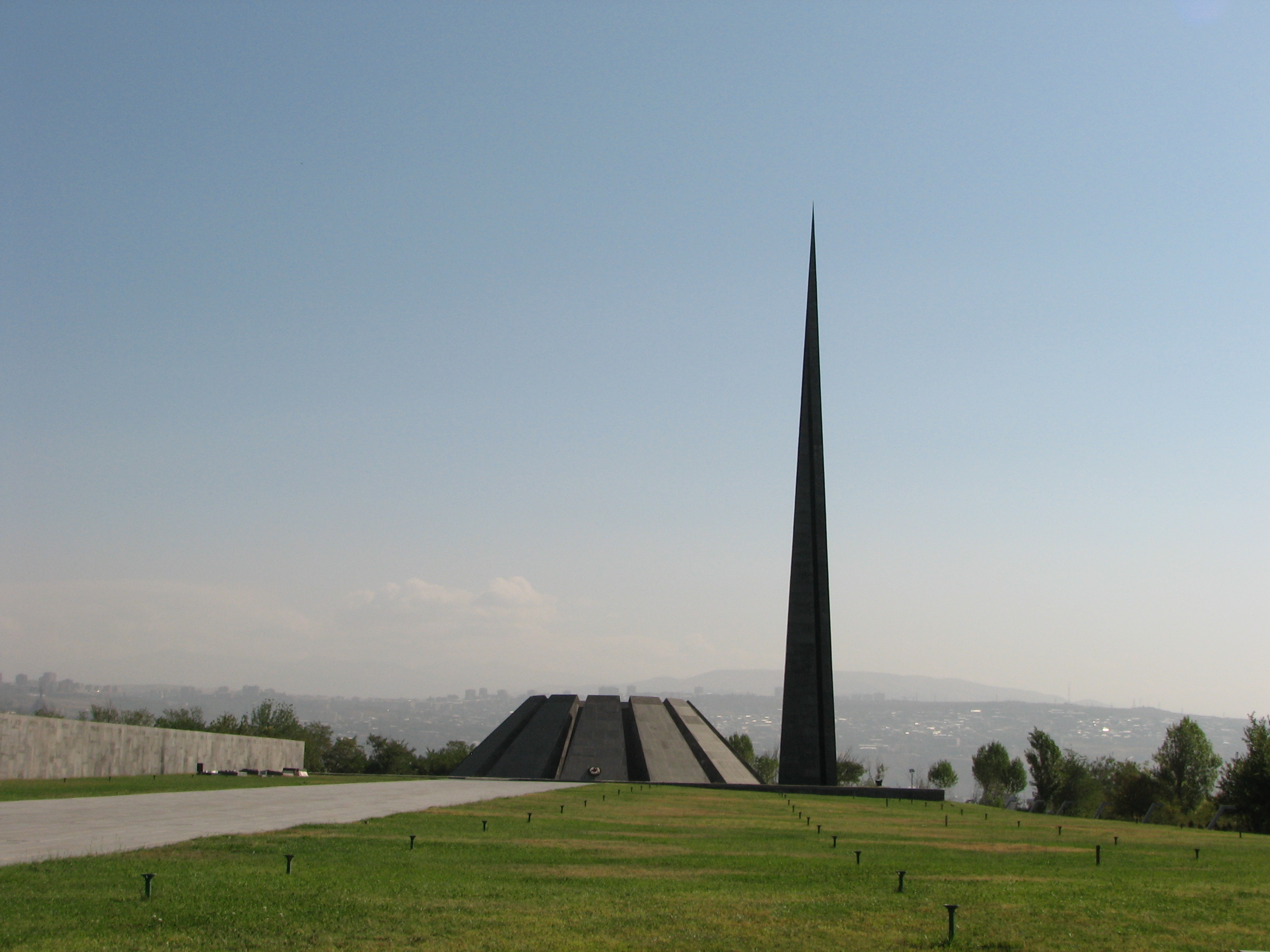
Het nationale monument Tsitsernakaberd in de Armeense hoofdstad Jerevan

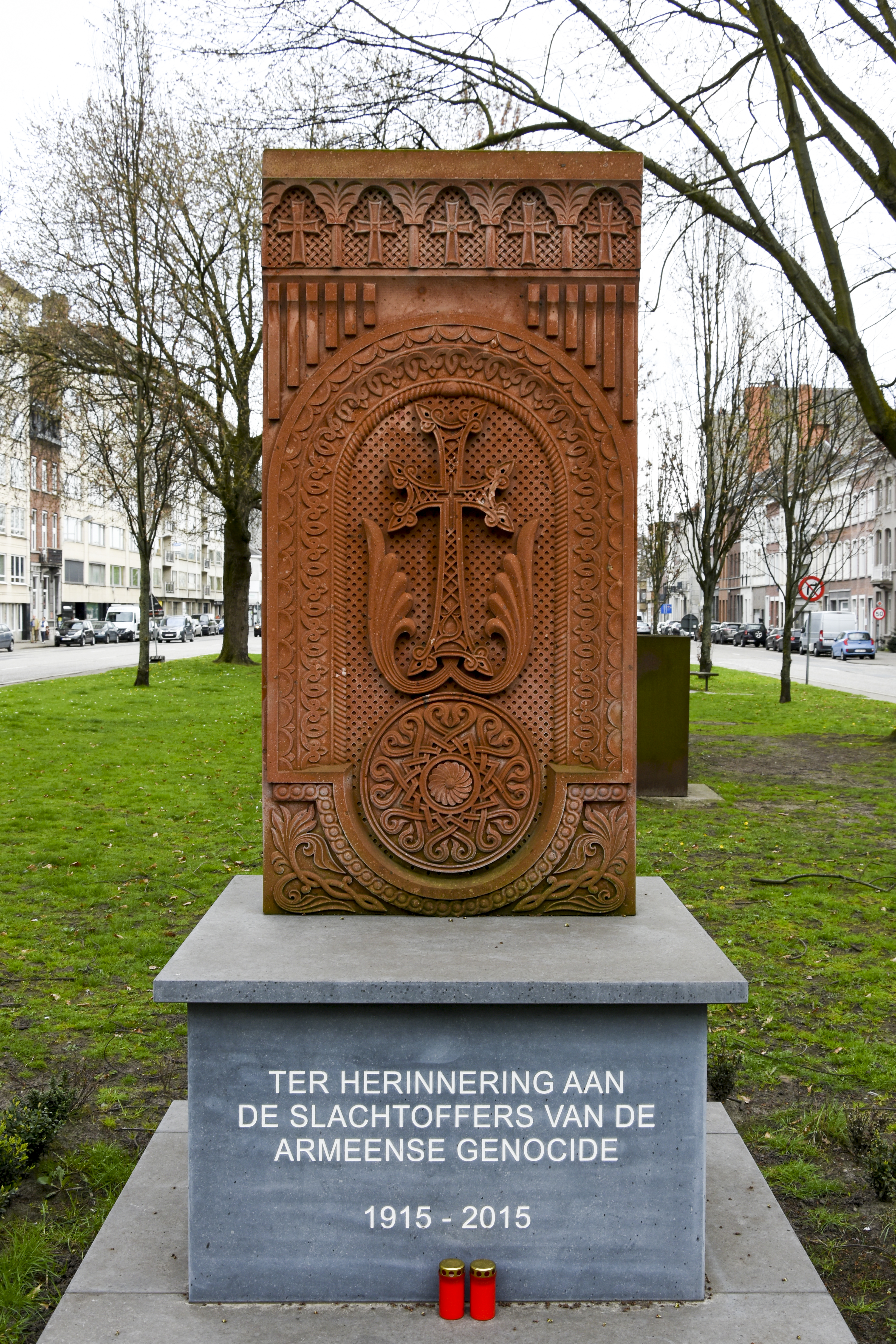
Het monument te Mechelen

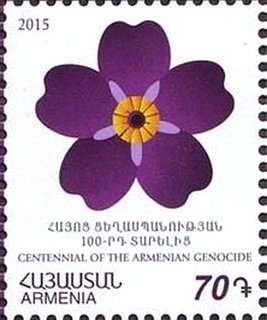
Vergeet-me-nietje als symbool, hier bij de 100e verjaardag.

Elk jaar op 24 april wordt het begin van de volkerenmoord door de Armeniërs zelf herdacht bij het nationale monument Tsitsernakaberd in de Armeense hoofdstad Jerevan. Ook in andere landen waar Armeniërs wonen worden herdenkingen georganiseerd. Ook in Turkije worden sinds enkele jaren in verschillende steden herdenkingen gehouden.

### Monumenten in de Benelux
Op het Henri Michauxplein in de Brusselse gemeente Elsene staat sinds 1997 een monument ter nagedachtenis van deze volkerenmoord.
Op de Schuttersvest te Mechelen bevindt zich sinds 2015 een Armeense Kruissteen ter herdenking van de genocide. Een paar dagen voor de inhuldiging protesteerde de lokale Turkse gemeenschap tegen de oprichting van het monument.
In Nederland is in Assen een Armeens monument op Begraafplaats de Boskamp. De oprichting van deze chatsjkar heeft destijds tot felle rellen geleid. Turken uit binnen- en buitenland kwamen in opstand. Van tijd tot tijd verzoeken zij het monument te verwijderen, meestentijds met als argument dat het de Turkse ziel verwondt.
In 2014 is een genocidemonument in Almelo opgericht, waartegen heftig is geprotesteerd.